# 扇を持つ女性 (ボル)
  
『扇を持つ女性』（おうぎをもつじょせい、蘭: Portret van een vrouw met een waaier、英: A Lady with a Fan）は、オランダ黄金時代の画家フェルディナント・ボルが1643年にキャンバス上に油彩で制作した絵画である。 A.M.フィリップス (A.M.Philips) 氏により1946年にロンドン・ナショナル・ギャラリーに遺贈された。
人物は特定されていないが、身に着けている服装、宝石類と彼女のポーズは、1640年代という絵画の制作年を特定することを可能にしていた。彼女が手にしている扇は高価なアクセサリーで、当時流行していたものである。また、半透明のカラーとカフスも流行していたものである。しかし、最近の絵画の洗浄により、絵画の制作年を特定することができた。画面左下隅に紫外線の光によってのみ見えるのだが、「F. Bol fecit 1643」という微かな署名と制作年が発見されたのである。
ボルは、彼女の高い社会的地位をポーズによって強調しているように見える。そのポーズは、ティツィアーノやデューラーに由来するレンブラントのそれを反映しており、当時のオランダ美術で人気のあるものであった。ボルは、自身の自画像において少なくとも2回そのポーズを用いている。
彼女が既婚かどうかは推測することが可能である。女性が結婚指輪を着けるのは慣例となっていたからである。たいてい、結婚指輪は右手の人差し指か小指に着けられるものであったが、画面の女性の手はあまり明瞭ではないものの、指輪はそこには見えない。かくして、鑑賞者は、富裕で流行を意識していた名家出身であるが未婚の女性を目にしているのである。彼女は、ボルの工房があったアムステルダムの出身であろう。
絵画の下絵は、数か所のペンティメンティ (描き直し) を含んでおり、画家が作品を制作しながら、構図を変えたことを示している。